# Eric Arturo Delvalle
Eric Arturo Delvalle Cohen-Henríquez (Panamá; 2 de febrero de 1937 - Cleveland, Estados Unidos; 2 de octubre de 2015)fue un político y empresario panameño. Asumió la presidencia de Panamá desde el 28 de septiembre de 1985 al sustituir al presidente Nicolás Ardito Barletta hasta el 26 de febrero de 1988 al ser destituido por el general Manuel Antonio Noriega.

## Primeros años
Sus estudios primarios los hizo en Ancon Elementary School y la secundaria en el Colegio Javier. Los estudios universitarios los hizo en el Soule College of Accountancy de Luisiana, donde de graduó en Administración de Empresas.
Luego trabajó en el ingenio Santa Rosa, siendo su presidente y gerente general. También fue presidente de las empresas Dixfield Investments, Haras del Águila y Fertilizantes del Pacífico.

## Vida política
Fue uno de los miembros fundadores del Partido Republicano en 1960 junto con José Dominador Bazán y Max Delvalle, todos ellos judíos y con el apoyo de la comunidad judía en Panamá. Fue diputado de la Asamblea Nacional en 1968 por 11 días, habiendo sido elegido su vicepresidente, hasta el golpe de Estado militar del 11 de octubre.
Era presidente del Partido Republicano cuando asumió como primer vicepresidente de la República en 1984, al unirse en la alianza gobiernista UNADE, tras las cuestionadas elecciones donde ganó Nicolás Ardito Barletta, candidato apoyado por el régimen militar. [cita requerida]Asumió como Presidente en septiembre de 1985, después de la renuncia de Ardito Barletta y con el apoyo del General Manuel Antonio Noriega, quien en esa época tenía el control de facto en el país.
Su primer acto como presidente fue suspender la formación de la comisión investigadora de la desaparición de Hugo Spadafora.
Durante 1987, Delvalle estuvo tratando de mediar entre las Fuerzas de Defensa y la oposición que acusaba a Noriega de tráfico de drogas, lavado de dinero, corrupción, violación de derechos humanos y el asesinato de Spadafora. El conflicto interno que había en Panamá, en esa época, se empeoró tras las revelaciones que dio el coronel Roberto Díaz Herrera, que al verse traicionado por Noriega, confirmó las vinculaciones de los militares en diversos escándalos y crímenes, así como el fraude en las elecciones presidenciales de 1984.
En febrero de 1988, intentó remover a Noriega del liderazgo de las fuerzas armadas, pero fue destituido de la Presidencia de la República. Posteriormente se ocultó con la ayuda del gobierno estadounidense, y a pesar de que inicialmente tenía pensado permanecer en Panamá, debió exiliarse en los Estados Unidos. La administración estadounidense de Ronald Reagan nunca reconoció la legitimidad de los sucesores de Delvalle, y mantuvo el reconocimiento de Delvalle hasta finales de 1989.
Fue perdonado por el presidente Guillermo Endara en 1994, desvinculándolo de los crímenes cometidos durante el régimen de Noriega.
Eric fue sobrino de Max Delvalle, vicepresidente de Panamá entre 1964 y 1968, y presidente reconocido por la Asamblea Nacional durante la crisis política de 1967.